# Pestalotiopsis uvicola
Pestalotiopsis uvicola är en svampart som först beskrevs av Speg., och fick sitt nu gällande namn av Bissett 1983. Pestalotiopsis uvicola ingår i släktet Pestalotiopsis och familjen Amphisphaeriaceae.   Inga underarter finns listade i Catalogue of Life.